# C. K. Williams
Pour les articles homonymes, voir Charles Williams et Williams.
Œuvres principales
Repair,Misgivings: My Mother, My Father, Myself , Poetry and Consciousness
Charles Kenneth Williams, est un poète, essayiste, traducteur et professeur d'université américain, né le 4 novembre 1936 à Newark dans le New Jersey et mort le 20 septembre 2015 à Hopewell (New Jersey) des suites d'un cancer. Il est auteur de nombreux ouvrages de poésie ainsi que de traductions. Il a enseigné la création littéraire à l'université de Princeton. En 2003, il devient membre de l'American Academy of Arts and Letters. Il est élu à la charge de chancelier de l'Academy of American Poets de 2004 à 2010.

## Biographie
Fils de Dossie (née Kasin) et de Paul, Charles Kenneth Williams est né à Newark dans l'état du New Jersey.
Après ses études secondaires, il entre au Bucknell College puis à l'université de Pennsylvanie où il obtient son Bachelor of Arts en 1959, avec les spécialités de philosophie et de littérature anglaise. En 1965, il épouse Sarah Jones, et ils ont une fille, Jessica Anne, qui est citée dans des poèmes de C.K.. Au Pennsylvania Hospital de Philadelphie il crée une thérapie de groupe par l'expression poétique en direction d'adolescents en grandes difficultés. En 1975, il épouse une française Catherine Mauger. Il enseignera dans diverses universités : l'université Columbia, l'université de New York, l'université de Boston, la Drexel University, la l'université George-Mason, le Franklin and Marshall College pour enfin enseigner la création littéraire et les problèmes de la traduction à l'université de Princeton de 1996 à sa mort. 
À la fin de sa vie il alternera des séjours entre la France et Princeton[réf. souhaitée].
Il publie son premier recueil de poésie, Lies, en 1969 grâce à l'appui d'Anne Sexton. Son écriture est dans la tradition de  Walt Whitman et de William Carlos Williams[réf. souhaitée], et traversée par les grands moments de la vie sociale américaine : droits civiques, assassinats des Kennedy et de Martin Luther King, Guerre du Viet Nam, scandale du Watergate, etc. Les questions éthiques sont présentes dans toute son œuvre[réf. souhaitée].
C. K. Williams est aussi traducteur de Sophocle, Euripide, Adam Zagajewski et Francis Ponge.

## Œuvres

### Poésie
- Falling ill, éd. Farrar, Straus and Giroux, 2017.
- Selected Later Poems, éd. Farrar, Straus and Giroux, 2015[12],
- All at Once: Prose Poems, éd.  Farrar, Straus and Giroux, 2014,
- Catherine's laughter / C.K. Williams, éd. Sarabande Books, 2013,
- Writers Writing Dying, éd. Farrar Straus and Giroux, 2012,
- Crossing State Lines, éd. Farrar Straus and Giroux, 2011.
- Wait, éd. Farrar Straus and Giroux, 2010,
- Creatures, éd. Green Shade, Haverford, 2006,
- Collected Poems, éd.Farrar Straus and Giroux, 2006,
- The Singing, éd. Farrar Straus and Giroux, 2003,
- Repair, éd.Farrar Straus and Giroux, 1999,
- The Vigil, éd. Farrar Straus and Giroux, 1997,
- New and Selected Poems, éd. Bloodaxe Books, Newcastle, 1995,
- Selected Poems, éd. Farrar Straus and Giroux, 1994,
- A Dream of Mind, Poems, éd. Farrar Straus and Giroux, 1992,
- Helen, éd. Orchises Press, 1991,
- Poems 1963–1983, éd. Farrar Straus and Giroux, 1988,
- Flesh and Blood, éd. Farrar Straus and Giroux, 1987,
- The Lark. The Thrush. The Starling. Poems from Issa, éd. Burning Deck Press, Providence, 1983,
- Tar, Random, éd. House, 1983,
- With Ignorance, éd. Houghton Mifflin, 1977,
- I Am the Bitter Name, éd. Houghton Mifflin, 1971,
- Lies, éd. Houghton Mifflin Company, 1969,
- A Day for Anne Frank, éd. Falcon Press, 1968,

### Essais
- In Time: Poets, Poems, and the Rest. éd. Forthcoming 2012,

- On Whitman, éd. Princeton University Press, 2010,
- Love about love, éd. Ausable Press, 2001,
- Poetry and Consciousness, Selected Essays; éd. University of Michigan Press, 1998.

### Proses diverses
- A Not Scary Story About Big Scary Things illustration de Gabi Swiatkowska, éd. Harcourt-Houghton Mifflin, 2010,
- How the Nobble Was Finally Found, éd. Harcourt-Houghton Mifflin, 2009,
- Misgivings, My Mother, My Father, My Self, a memoir, éd. Farrar Straus and Giroux, 2000.

### Traductions
- Selected Poems of Francis Ponge, avec John Montague et Margaret Guiton, éd. Wake Forest University Press, 1994.

- Canvas, traduction de Adam Zagajewski (écrivain polonais), avec Renata Gorczynski et Benjamin Ivry, éd. Farrar Straus and Giroux, 1991.

- Bacchae of Euripides : a new version / by C. K. Williams avec une introduction de Martha Nussbaum, éd. Farrar, Straus, Giroux, 1990,
- Women of Trachis / Sophocles ; translated by C. K. Williams and Gregory W. Dickerson, éd. Oxford University Press, 1978.

### Ouvrages traduits en français
- Chair et sang (titre original : Flesh and blood), trad. par Claire Malroux, éd. La Différence, coll. Orphée n° 155, 1993
- Gratitude, trad. par Claire Malroux, Le Cri & Jacques Darras, 1996
- Anthologie personnelle, trad. par Michel Lederer, Claire Malroux et Emmanuel Moses, éd. Actes Sud, 2001,
- Dissentiments : ma mère mon père moi-même (titre original : Misgivings), trad. par Michelle-Viviane Tran Van Khai, Actes Sud, coll. « Un endroit où aller », 2006

## Prix et distinctions
- 1974 : boursier de la Fondation Guggenheim[13].
- 1998 : prix PEN / Voelcker[14],
- 1999 : American Academy of Arts and Letters Award in Literature[15],
- 1999 : National Book Award[16],
- 2000 : prix Pulitzer[17],
- 2005 : prix Ruth Lilly Poetry[18],

### Diverses vidéos
Sur PennSound, Big Think, YouTube, Librairie du Congrès